# Francisco Márquez de Gaceta
Francisco Márquez de Gaceta (San Millán de la Cogolla, ca. 1562—Àvila, 8 de novembre de 1631) fou un jurista i religiós castellà, membre del Consell de Castella, president de la Cancelleria de Valladolid i bisbe d'Àvila.
Fill de Juan Márquez i de Beatriz de Allende Salazar. Entre els seus familiars es troba el bisbe Alfonso Márquez de Prado.
Fou estudiant de la Universitat de Salamanca, el 22 d'abril de 1594 entrà al Col·legi d'Oviedo. Hi exercí les càtedres de Codis (1598-1601) i de Digest Vell (1601-1602). El darrer any fou designat oïdor de la Cancelleria de Valladolid, i més tard, el 15 de març de 1607, fou promogut a l'alcaldia de Casa i Cort. Des d'aquesta posició, s'encarregà de les preparacions per al pas de la jornada de la infanta Anna Mauricia, que anava a contraure matrimoni, l'any 1615. El mateix any, Felip III li concedí una conselleria supernumerària de Castella, com a conseqüència d'una resolució de consulta del Consell de Castella feta el 5 d'octubre, sent proposat per Juan de Acuña, president del consell. Prengué possessió el 8 de gener de 1616. Uns anys més tard, el 1619, va succeir a Juan de San Vicente al capdavant de la Cancelleria de Valladolid, assumint el càrrec l'any següent.
El 16 d'agost de 1627 el rei el proposà per al bisbat d'Àvila. El 26 de març de l'any següent fou consagrat pel bisbe de Segòvia al monestir de Santa María de Palazuelos, amb l'assistència de diverses personalitats. Pocs dies després sortí de Valladolid rumb a la diòcesi. El seu pontificat es veié marcat per diverses malalties que l'afectaren,com la gota, que l'obligava a servir-se d'ajuda per baixar escales. Durant els anys de 1629-1630 foren notables les seves actuacions caritatives amb els indigents, en un moment de fam a Castella. Molt devot de Santa Teresa i dels carmelites, disposà una fundació perpètua a favor del Capítol de la catedral perquè se celebrés una processó en honor de la santa cada 15 d'octubre. També inicià el procés de beatificació del bisbe Alonso Fernández de Madrigal, «el Tostado».